# Břehyňský rybník
Břehyňský rybník se nachází u vesnice Břehyně, asi 3 km severovýchodně od města Doksy, u silnice č. 270 Doksy–Mimoň v okrese Česká Lípa. Patří do dokeské soustavy rybníků a je to v širém okolí druhý největší rybník po Máchovu jezeru.

## Historie, popis a využití

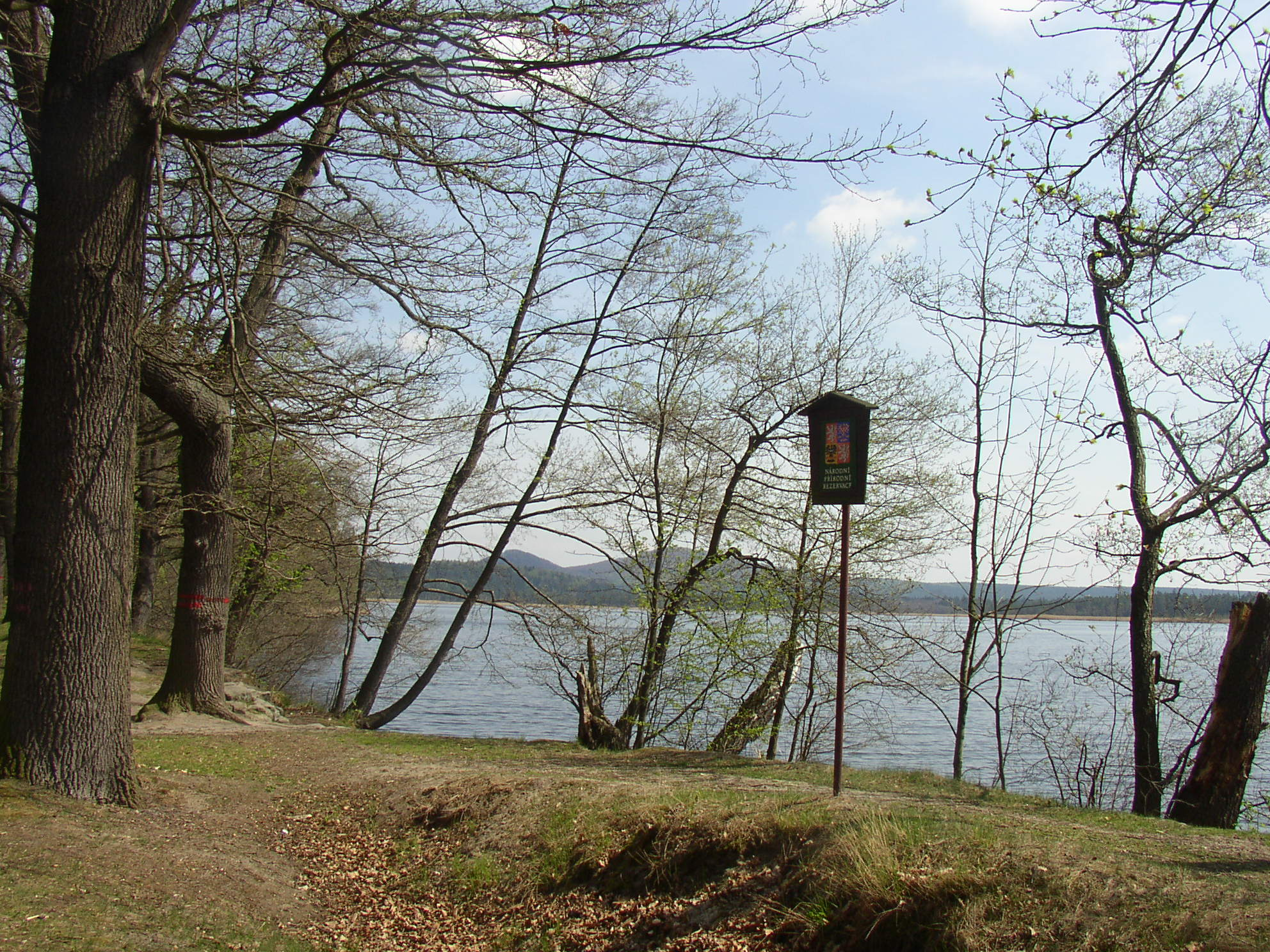
Břehyňský rybník pohled od silnice Doksy-Mimoň

Břehyňský rybník byl založen někdy mezi lety 1366–1460, podle jiných údajů již roku 1287. Je obklopen přilehlými rákosinami, rašeliništi a mokřadními loukami. Je hnízdištěm řady ptačích druhů, při přeletech je vyhledáván velkým množstvím vodních ptáků. V okolí rybníka se rozkládají bažiny a rašeliniště, které jsou nalezištěm vzácných a chráněných rostlin. Hladinu prorůstají stulíky a lekníny. V hrázi rybníka je do pískovcové skály uměle vytesaná průrva, která odvádí vodu Břehyňského potoka východním směrem do 1,8 km vzdáleného Máchova jezera. Chovný rybník je spolu s blízkou pahorkatinou Pecopala součástí národní přírodní rezervace Břehyně – Pecopala.

## Základní údaje
Rybník se rozkládá na ploše 90 ha, avšak celých 40 ha tvoří pobřežní vegetace. Hloubka rybníka nepřesahuje dva metry, objem rybníka je asi 1 mil. m³ a leží v nadmořské výšce 272 m. Zemní hráz má dlouhou 140 m, vzdutí rybníka dosahuje délky 2 km od hráze.

## Vodní režim
Rybník je napájen několika přítoky. Oficiálně bývá uváděn jen Břehyňský potok (někdy bývá tok označován jako Robečský potok), jsou zde však i další přítoky. Zajímavá je zejména nenápadná Bělokamenná strouha, která odvodňuje bažinatou oblast tzv. Pustých rybníků pod vrchem Malá Buková do dvou různých povodí (Břehyňský potok a Hradčanský potok) a zároveň propojuje Břehyňský rybník s rybníkem Držník v soustavě Hradčanských rybníků.

## Fotogalerie

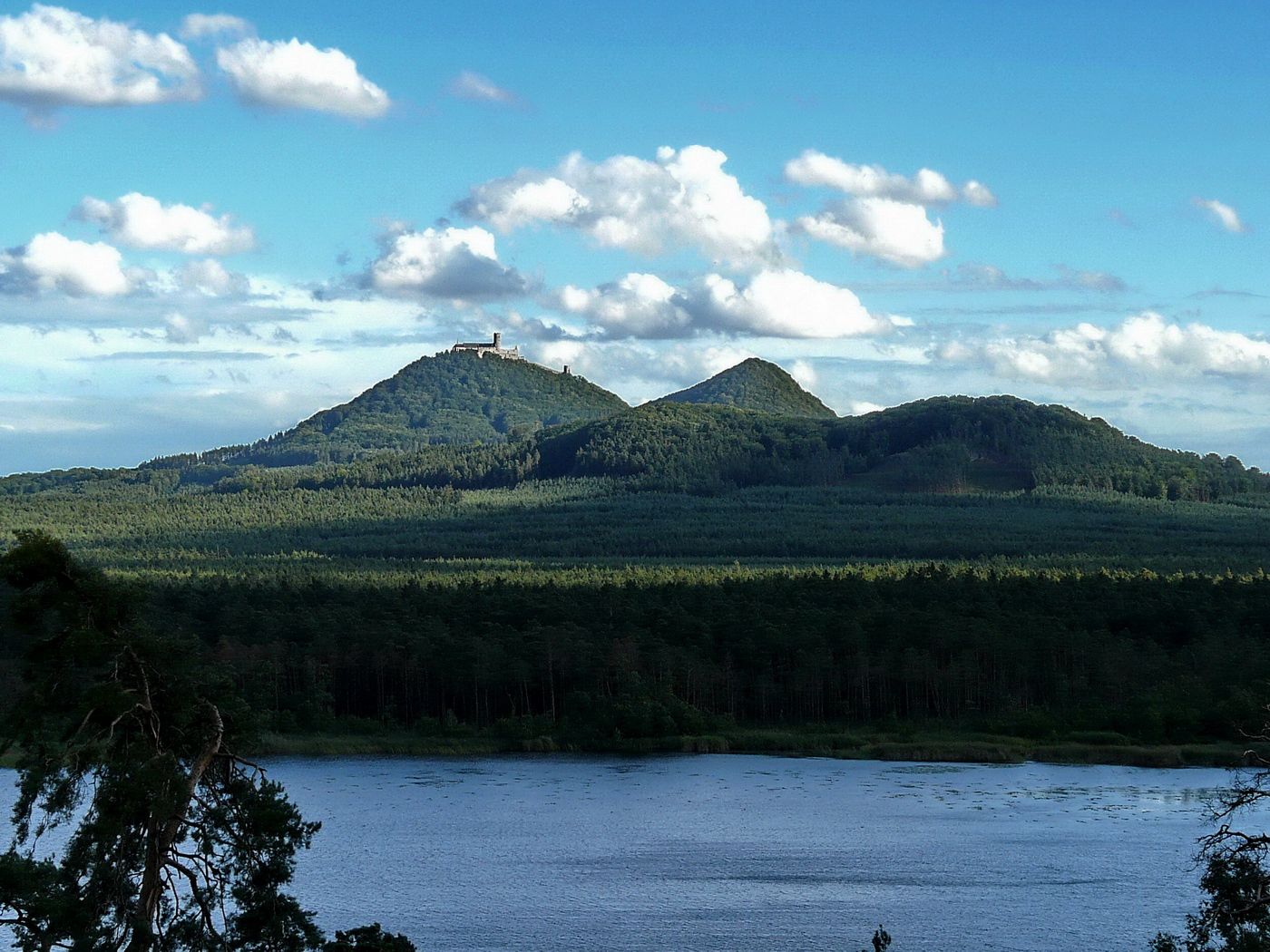
Vrcholy Bezdězů a Slatinné vrchy nad Břehyňským rybníkem z Mlýnského vrchu
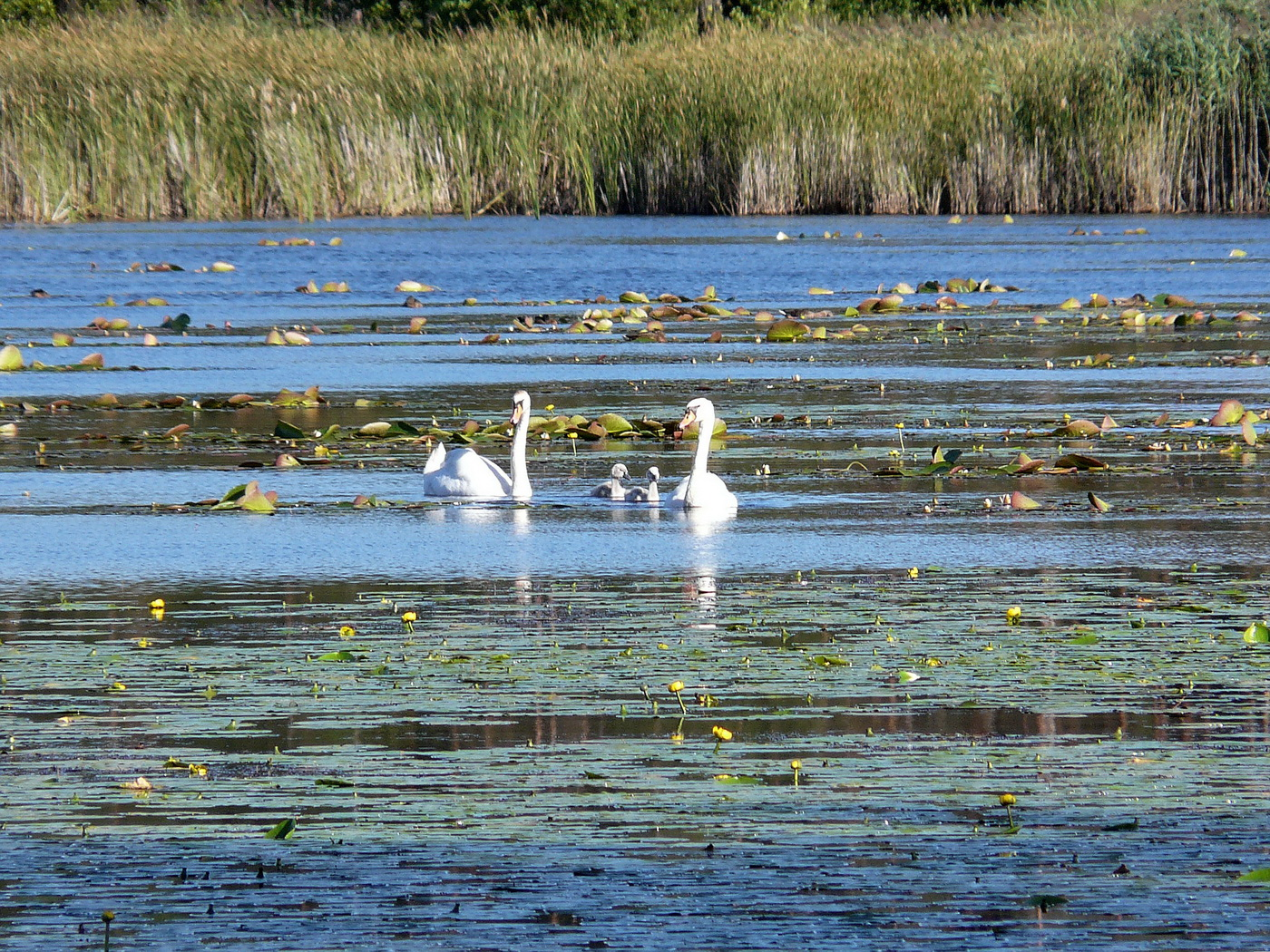
Labutě na Břehyňském rybníku
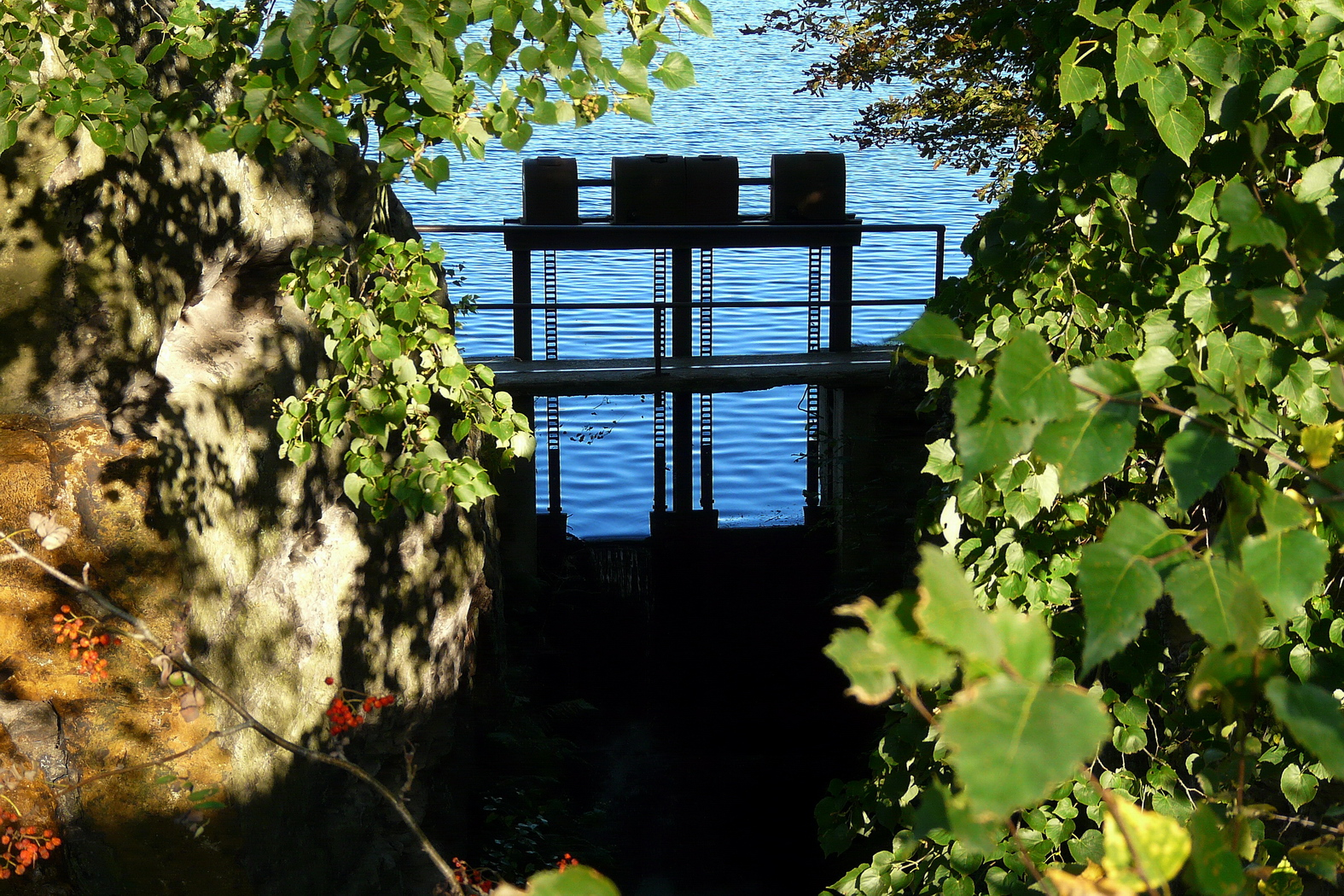
Stavidla Břehyňského rybníka